# Peter Bogdanovich
Pour les articles homonymes, voir Bogdanović.
Peter Bogdanovich (en serbe en écriture cyrillique : Петар Богдановић, Petar Bogdanović, (Kingston (État de New York), 30 juillet 1939 – Los Angeles (Californie), 6 janvier 2022), est un réalisateur, écrivain, acteur, producteur, critique et historien du cinéma américain, rattaché au mouvement du Nouvel Hollywood. Il a reçu de nombreuses distinctions, notamment un BAFTA et un Grammy Award, ainsi que deux nominations aux Oscars et deux autres aux Golden Globes.
Il commence sa carrière en tant que critique de cinéma pour Film Culture (en) et Esquire avant d'être embauché pour travailler sur Les Anges sauvages (1966) de Roger Corman comme scénariste non crédité. Il fait ses débuts de réalisateur avec La Cible  (1968), avant de percer avec le drame La Dernière Séance (1971), qui lui vaut d'être nommé aux Oscars du meilleur réalisateur et du meilleur scénario adapté, ainsi qu'avec On s'fait la valise, docteur ? (1972) et La Barbe à papa (1973),. Ses autres films comprennent Jack le Magnifique (1979), Et tout le monde riait (1981), Mask (1985), Bruits de coulisses (1992), Un parfum de meurtre (2001), et Broadway Therapy (2014).
En tant qu'acteur, il est connu pour ses rôles dans la série Les Soprano et dans le dernier film d'Orson Welles, De l'autre côté du vent (2018), qu'il a également contribué à terminer.
Bogdanovich a aussi réalisé des documentaires tels que Réalisé par John Ford (1971), Runnin' Down a Dream (en) (2007), qui lui vaut le Grammy Award du meilleur film musical, et The Great Buster: A Celebration (en) (2018). Il a également publié de nombreux livres, dont certains comprennent de longs entretiens avec ses amis Howard Hawks, Alfred Hitchcock, et Orson Welles. Ses œuvres sont citées comme des influences importantes par de nombreux cinéastes majeurs.

## Biographie
Né en 1939, Peter Bogdanovich est le fils d'un Serbe orthodoxe, peintre et pianiste, et d'une mère juive. Le couple arrive aux États-Unis peu avant la naissance de Peter.

### Cinéma

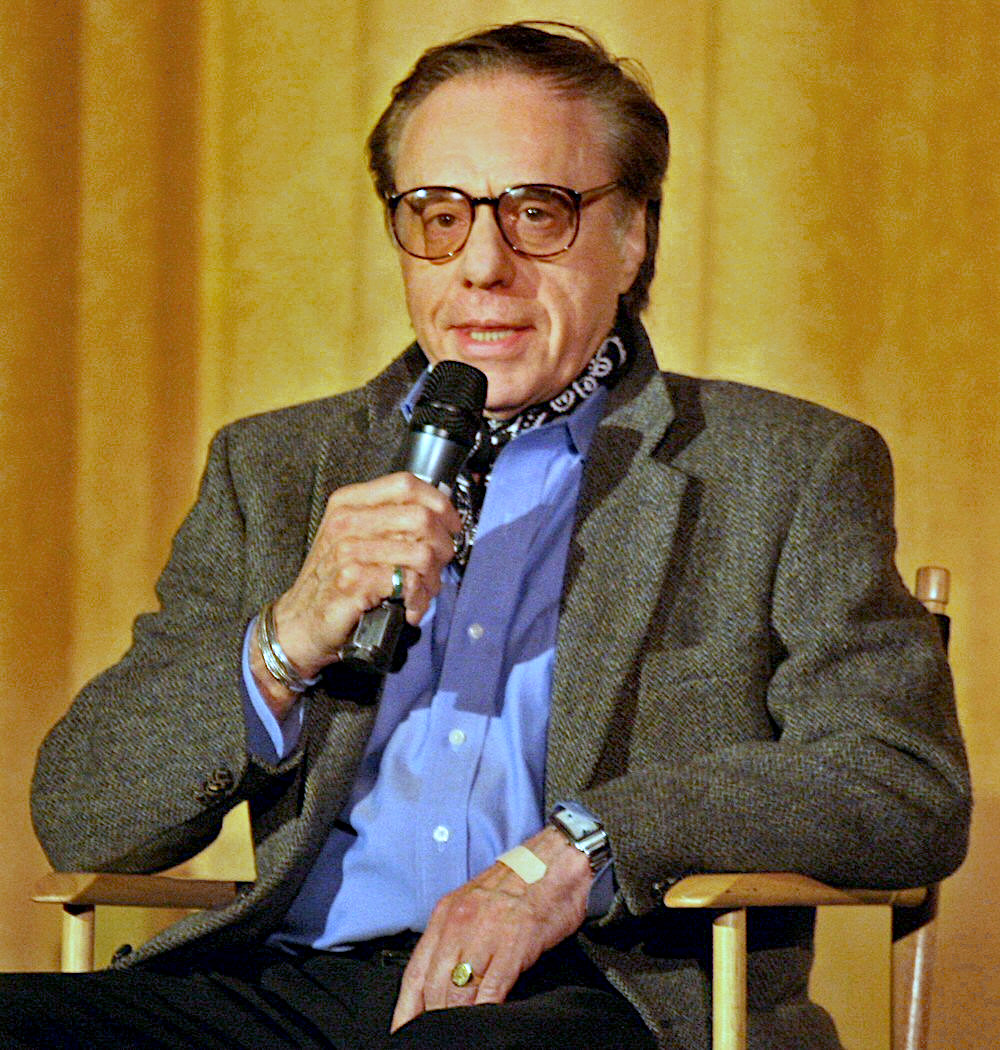
Peter Bogdanovich en 2008.

À 15 ans, Peter Bogdanovich participe à une session d’été de l'Académie américaine d'art dramatique à Traverse City (Michigan), où enseigne notamment l'actrice Eleanor Gould. Jusqu'à 18 ans, il est ensuite formé par Stella Adler. En 1959, il monte sa première pièce de théâtre, Le Grand Couteau de Clifford Odets.
Comme acteur, Peter Bogdanovich débute dans le mythique Les Anges sauvages de Roger Corman, emblème de la contre-culture dans lequel figurent Peter Fonda et Nancy Sinatra. Cinéphile averti et critique renommé, il se tourne vers la réalisation l'année suivante avec un documentaire sur Howard Hawks, et un an plus tard aborde le long métrage de cinéma. Il rend d'abord hommage aux anciennes gloires : Mamie Van Doren, avatar tardif de Mae West dans la science-fiction kitsch, et surtout Boris Karloff, à qui il offre son dernier bon rôle dans le suspense La Cible.
Peter Bogdanovich apparaît dans ces premiers films et dans d'autres films qu'il réalise ensuite. Comme acteur (rare) de cinéma, il privilégie le cinéma d'auteur : Orson Welles, pour plusieurs collaborations, Agnès Varda, John Cassavetes, plus tard Sofia Coppola et Henry Jaglom. Pour l'heure La Dernière Séance, radiographie d'une ville perdue du Texas à travers sa jeunesse, fait un triomphe : le film révèle aussi Cybill Shepherd, sa compagne, jusque-là mannequin réputé, et Jeff Bridges. Tandis que Sheperd tourne la comédie Le Brise-cœur sous la direction de la scénariste Elaine May (plus inspirée que pour Ishtar), Peter remporte de grands succès avec les comédies On s'fait la valise, Docteur ?, où il forme le couple Barbra Streisand-Ryan O'Neal, et La Barbe à papa (1973), avec Tatum O'Neal qui gagne à dix ans l'Oscar de la meilleure actrice dans un second rôle. Le cinéaste s'impose comme un héritier raffiné du burlesque hollywoodien.
Malheureusement les deux films qu'il offre à Cybill sont des échecs publics : le drame Daisy Miller d'après Henry James et la comédie musicale Enfin l'amour (avec Burt Reynolds) condamnent pratiquement la carrière de l'actrice. Bogdanovich convoque ensuite son équipe gagnante, Ryan et Tatum O'Neal, dans Nickelodeon, évocation nostalgique d'un cinéma enfui. Les deux films suivants, Jack le Magnifique avec Ben Gazzara et Et tout le monde riait avec Audrey Hepburn, sont diversement accueillis. Il lui faut attendre l'original Mask pour retrouver la faveur du public. Pour son rôle de mère, Cher reçoit un prix d'interprétation à Cannes en 1985 (mais n'est pas nommée aux Oscars). Depuis le metteur en scène a dirigé cinq films (avec les participations de Rob Lowe, Michael Caine, River Phoenix, Sandra Bullock et Kirsten Dunst) mais seul Texasville (1990), suite de La Dernière Séance dix-neuf ans après, a suscité l'intérêt de la critique.
En 1998, l'acteur participe au tournage de Studio 54 de Mark Christopher.

### Télévision
À partir de 1995, Peter Bogdanovich a dirigé une dizaine de fois pour le petit écran, téléfilms (dont des biographies de Natalie Wood et Pete Rose) et trois épisodes de séries dont Les Soprano. Il interprète d'ailleurs entre 2000 et 2007 un personnage récurrent dans cette dernière. Il apparaît aussi en 2010 dans un épisode de la sitcom How I Met Your Mother et en 2014 dans un épisode de The Good Wife.

### Vie privée
À 23 ans, Peter Bogdanovich épouse Polly Platt, une directrice artistique et costumière, avec qui il a deux filles. Il la quitte en 1971 pour le mannequin Cybill Shepherd, que Polly Platt avait repéré dans un magazine pour jouer dans le film La Dernière Séance, réalisé par son mari. Polly Platt continue cependant à collaborer professionnellement avec lui. Huit ans plus tard, il quitte Cybill Sheperd pour la playmate Dorothy Stratten. Leur liaison ne dure cependant pas longtemps car elle est assassinée en 1980 par le mari qu'elle venait de quitter. Peter Bogdanovich se remarie ensuite avec Louise Stratten, sa jeune sœur, dont il divorce en 2001 mais avec qui il continuerait cependant de vivre dans la vallée de San Fernando.

## Filmographie

### Comme réalisateur

#### Cinéma
- 1968 : Voyage to the Planet of Prehistoric Women
- 1968 : La Cible (Targets)
- 1971 : La Dernière Séance (The Last Picture Show)
- 1971 : Réalisé par John Ford (Directed by John Ford) (documentaire)
- 1972 : On s'fait la valise, Docteur ? (What's Up, Doc?)
- 1973 : La Barbe à papa (Paper Moon)
- 1974 : Daisy Miller
- 1975 : Enfin l'amour (At Long Last Love)
- 1976 : Nickelodeon
- 1979 : Jack le Magnifique (Saint Jack)
- 1980 : Galaxina (Galaxina)
- 1981 : Et tout le monde riait (They All Laughed)
- 1985 : Mask
- 1988 : Illégalement vôtre (Illegally Yours)
- 1990 : Texasville
- 1992 : Bruits de coulisses (Noises Off...)
- 1993 : Nashville Blues (The Thing Called Love)
- 2001 : Un parfum de meurtre (The Cat's Meow)
- 2007 : Tom Petty and the Heartbreakers: Runnin' Down a Dream (documentaire)
- 2014 : Broadway Therapy (She's Funny That Way)
- 2018 : The Great Buster[11] (documentaire)

#### Télévision
- 1967 : The Great Professional : Howard Hawks (documentaire)
- 1995 : Picture Windows (en) : épisode Song of Songs
- 1995 : Fallen Angels : épisode A Dime a Dance Poster
- 1996 : To Sir, with Love II (en)
- 1997 : Assurance Paradis (en) (The Price of Heaven)
- 1997 : Rescuers: Stories of Courage: Two Women (en)
- 1998 : Naked City: A Killer Christmas (en)
- 1999 : À chacun son tour (en) (A Saintly Switch)
- 2004 : Natalie Wood : Le Prix de la gloire (The Mystery of Natalie Wood)
- 2004 : Les Soprano : épisode Sentimental Education
- 2004 : Hustle (en)

#### Vidéo
- 1995 : Never Say Goodbye Aids Benefit by Yoko Ono (court métrage).

### Comme acteur
- 1966 : Are You Here de Roger Corman[réf. nécessaire]
- 1966 : Les Anges sauvages (The Wild Angels) de Roger Corman
- 1967 : Le Voyage (The Trip), de Roger Corman
- 1968 : Vienna (en), d'Orson Welles (court-métrage)
- 1968 : Voyage to the Planet of Prehistoric Women, de Peter Bogdanovich
- 1968 : La Cible (Targets), de Peter Bogdanovich
- 1969 : Lions Love, d'Agnès Varda
- 1971 : La Dernière Séance (The Last Picture Show), de Peter Bogdanovich
- 1972 : De l'autre côté du vent (The Other Side of the Wind), d'Orson Welles
- 1977 : Opening Night, de John Cassavetes
- 1979 : Jack le Magnifique (Saint Jack), de Peter Bogdanovich
- 1981 : Et tout le monde riait (They All Laughed), de Peter Bogdanovich
- 1993 : Bienvenue en Alaska (Northern Exposure), (feuilleton télévisé) de Michael Fresco (épisode Rose Bud)
- 1994 : Picture Windows (en), de Peter Bogdanovich (feuilleton TV) (épisode Songs of Songs)
- 1997 : Highball, de Noah Baumbach
- 1997 : Mr. Jealousy, de Noah Baumbach
- 1997 : Les Charmes de la vengeance (en) (Bella Mafia), de David Greene (téléfilm)
- 1998 : Studio 54 (54), de Mark Christopher
- 1998 : Lick the Star, de Sofia Coppola (court-métrage)
- 1999 : Claire Makes It Big, de Jeremy Workman (en)
- 1999 : Coming Soon, de Colette Burson (en)
- 2000 : Classé X (Rated X) (téléfilm) d'Emilio Estevez
- 2001 : Festival in Cannes, d'Henry Jaglom
- 2003 : Out of Order (en), d'Henry Bromell, Tim Hunter, Roger Kumble et Wayne Powers (it) (feuilleton télévisé)
- 2004 : Touche pas à mes filles (8 Simple Rules... for Dating My Teenage Daughter), de Tracy Gamble (série télévisée)
  - Blonde platine (Daddy's Girl) (2004)
- 2004 : Les Soprano (The Sopranos), de David Chase (série télévisée)
  - Au plaisir (Toodle-fucking-oo), de Lee Tamahori (2000)
  - Cas de conscience (Big Girls Don't Cry), de Timothy Van Patten (2000)
  - Affaire d'éternité (From Where to Eternity), d'Henry Bronchtein (en) (2000)
  - Prisonnier chez soi (House Arrest), de Timothy Van Patten (2000)
  - Le palais du rire (Funhouse), de John Tiffin Patterson (2000)
  - L'employé du mois (Employee of the Month), de John Tiffin Patterson (2001)
  - Il est ressuscité (He Is Risen), d'Allen Coulter (2001)
  - Poids et mesures (The Weight), de Jack Bender (2002)
  - J'ai fait un rêve (Calling All Cars), de Timothy Van Patten (2002)
  - Deux Tony sinon rien (Two Tonys), de Timothy Van Patten (2004)
  - Famille, je vous aime (All Happy Families), de Rodrigo García (2004)
- 2005 : New York, section criminelle (saison 4, épisode 14) : George Merritt
- 2006 : My First Time, d'Alison Martino (en) (série télévisée)
  - From Movies to TV (2006)
  - Broken English : Irving Mann
- 2006 : Scandaleusement célèbre (Infamous), de Douglas McGrath
- 2007 : New York, section criminelle (Law & Order: Criminal Intent), de Dick Wolf (série télévisée)
  - Bombshell (2007)
- 2008 : Humbolt county de Darren Grodsky et Danny Jacobs : Professor Hadley[12]
- 2010 : How I Met Your Mother (Robots Vs. Wrestlers), de Carter Bays et Craig Thomas (série télévisée) : dans son propre rôle
- 2013 : Amis pour la vie (Are You Here) de Matthew Weiner : Juge Harlan Plath
- 2013 : Cold Turkey, de Will Slocombe : Poppy[13]
- 2014: The Good Wife saison 5 épisode 11 dans son propre rôle (série télévisée)
- 2017 : We Blew It de Jean-Baptiste Thoret, dans son propre rôle.
- 2019 : Ça : Chapitre 2 d’Andrés Muschietti : le réalisateur

## Distinctions
- Oscars 1972 : nomination pour le meilleur réalisateur et pour le meilleur scénario original pour La Dernière Séance

## Publications

### Originales en anglais
- The Cinema of Orson Welles, Museum of Modern Art Film Library, 1961 (OCLC 982198898).
- The Cinema of Howard Hawks, Museum of Modern Art Film Library, 1962 (OCLC 868410545).
- The Cinema of Alfred Hitchcock, Museum of Modern Art Film Library, 1963 (OCLC 937577000).
- John Ford, Studio Vista, 1967 (OCLC 868409009). édition augmentée : Berkeley: University of California, 1978.  (ISBN 9780520034983).
- Fritz Lang in America. London: Studio Vista, 1967 (OCLC 469498600); New York: Praeger. (OCLC 841184600).
- Allan Dwan: The Last Pioneer, Studio Vista, 1970 (OCLC 777766501).
- Pieces of Time. New York: Arbor House, 1973 (OCLC 982199356). édition augmentée : Pieces of Time: Peter Bogdanovich on the Movies, 1961-1985, 1985  (ISBN 9780877956969).
- The Killing Of The Unicorn - Dorothy Stratten 1960-1980. William Morrow and Company, 1984  (ISBN 0-688-01611-1).
- This is Orson Welles, HarperPerennial, 1992  (ISBN 0-06-092439-X).
- A Moment with Miss Gish, Santa Teresa Press, 1995 (OCLC 34316185).
- Who The Devil Made It: Conversations with Legendary Film Directors, Alfred A. Knopf, 1997  (ISBN 0-679-44706-7).
- Peter Bogdanovich's Movie of the Week. New York: Ballantine Books, 1999  (ISBN 9780345432056).
- Who the Hell's in It: Conversations with Hollywood's Legendary Actors, Alfred A. Knopf, 2004  (ISBN 0-375-40010-9).

### Traductions en français
- Fritz Lang en Amérique : entretien [« Fritz Lang in America »], Cahiers du cinéma, 1990, 160 p. (ISBN 978-2-86642-094-9)
- Moi Orson Welles [« This is Orson Welles »], Belfond, 1993 (ISBN 978-2-7144-2985-8)
- Les maîtres d'Hollywood : Entretiens avec Peter Bogdanovich tome 1 (trad. de l'anglais), Nantes, Capricci, 2018, 512 p. (ISBN 979-10-239-0102-3)
- Les maîtres d'Hollywood : Entretiens avec Peter Bogdanovich tome 2 (trad. de l'anglais), Nantes, Capricci, 2018, 380 p. (ISBN 979-10-239-0297-6)
- La Mise à Mort de la Licorne : Dorothy Stratten 1960-1980 [« The Killing Of The Unicorn:Dorothy Stratten 1960-1980 »], Paris, Carlotta/GM Editions, 2018, 262 p. (ISBN 978-2-37797-049-0)

### Livre d'entretiens
- Jean-Baptiste Thoret, Le cinéma comme élégie : Conversations avec Peter Bogdanovich, Carlotta/GM Editions, 2018, 256 p. (ISBN 978-2-86642-094-9)